# Kościół św. Mikołaja w Nydku
Kościół pod wezwaniem św. Mikołaja w Nydku – zabytkowy, drewniany kościół w Nydku, w kraju morawsko-śląskim w Czechach (w historycznym regionie Śląska Cieszyńskiego). Jest kościołem filialnym parafii św. Katarzyny w Wędryni. Jak pisał ks. Józef Londzin "Kościółek w Nydku jest, zdaje się, najskromniejszym kościółkiem drewnianym na naszym Śląsku. Został wybudowany w r. 1576 dla wygody mieszkańców Nydku, którzy mieli za daleką drogę do kościoła parafjalnego w Wędryni".
Wybudowany został przez miejscowych ewangelików, do czego najbardziej przyczynili się wójt nydecki Walenty Rykała z bratem Tomaszem. W 1580 pastor Marcin Waligóra ze Skoczowa wymalował na drewnie następujący napis w języku czeskim, zawieszony następnie w zakrystii:

Letha panie tisicziho pietisteho Sedmdesateho ssesteho poczytagic Tento chram swaty gest zbudowan a wystawen ku czti a chwale gmena pna Boha wssemohuczyho nakladem sauseduw a lidi tegto diediny za czasu ffojta gmenem Walka Rykaly, ktery negprzednegszy puwod byl k staweni tohoto chramu Swateho s Tomassem bratrem swym, kterzy na ten czas spolu toto ffogtstwi držely

21 marca 1654 został odebrany luteranom przez specjalną komisję. Jeszcze w 1688 stwierdzono jednak, że potajemnie zbierają się w nim ewangelicy, którzy stanowili również przez następne stulecia większą część mieszkańców wsi. W 1757 w ołtarzu głównym zamonontowano nowy obraz przedstawiający św. Mikołaja. W 1798 z powodu złego stanu budynku wykonano generalny remont, podczas którego został przebudowany, zrobiono podmurówkę, nowy dach a wieżę obniżono, zachowano w niej stary dzwon z 1581 z łacińskim napisem Jezus Nazarenus rex Judaeorum. Następny remont nastąpił w 1894, na zlecenie proboszcza Antoniego Olszaka wykonał go cieszyński budowniczy L. Kametz. Zamiast gontami, obito wówczas ściany kościoła i wieży deskami. W roku 1898 na zlecenia proboszcza Fr. Herrmanna kamienną posadzkę w kościele wymieniono na betonową. Następne remonty odbyły się w 1910 (kiedy pokryto dach eternitem) i 1934, w połowie lat 90. XX wieku i w 2005, kiedy wymieniono gontowe pokrycie dachu. Wyposażenie kościoła jest skromne, posiada 14 ław dla wiernych, na czterech kolumnach oparty jest drewniany chór, ozdobiony snycerką dekoracyjną.